# Willem Hubert van Blijenburgh
Willem Peter Hubert van Blijenburgh (født 11. juli 1881 i Zwolle, død 14. oktober 1936 i Bilthoven) var en nederlandsk officer og fægter, som deltog fem olympiske lege i begyndelsen af 1900-tallet.
Van Blijenburgh deltog første gang ved de olympiske mellemlege 1906 i Athen, hvor han stillede op i fem konkurrencer. Hverken i fleuret, kårde eller sabel (almindelig og først til tre træffere) gik han individuelt videre fra indledende runde. I holdturneringen var han del af det hollandske kårdehold, der tabte deres match mod Belgien med 9-4 og dermed ikke nåede i semifinalen.
Ved legene i 1908 i London deltog van Blijenburgh individuelt i to discipliner. I kårde sluttede han sidst i sin indledende pulje og var dermed færdig i konkurrencen. I sabel blev han nummer tre i sin indledende pulje, mens anden runde blev endestationen for ham, da han blev sidst i sin pulje.
Ved legene i 1912 i Stockholm stillede van Blijenburgh individuelt op i kårde, hvor en fjerdeplads i indledende runde ikke var nok til at gå videre. Han deltog også i kårdeholdkonkurrencen. Her gik Holland direkte i semifinalen, hvor holdet i to forsøg slog Storbritannien (10-10 og 10-8), ligeledes i to forsøg slog Bøhmen (8-8, sejr uden kamp) samt slog Danmark 10-7. I finalerunden blev det til nederlag til Belgien (10-8) og Sverige (11-10), mens sejren på 10-9 over Storbritannien sikrede holdet bronzemedaljen. I sabelholdkonkurrencen kvalificerede Holland med van Blijenburgh sig med en andenplads i indledende runde og en andenplads i semifinalen til finalen. Her blev det til klare nederlag til Ungarn (13-3) og Østrig (9-3), mens det med en kneben sejr over Bøhmen (8-8, færrest modtagne træffere) lykkedes også her at vinde bronzemedaljen.
Van Blijenburgh stillede igen ved OL 1920 i Antwerpen op individuelt i kårde samt i to holddiscipliner i fægtning. I den individuelle kårdekonkurrence gik han ikke videre fra indledende runde. I kårde blev det med sejre over Danmark og Sverige samt nederlag til Italien, Portugal og Belgien til en fjerdeplads i indledende pulje, hvilket ikke var nok til at kvalificere til finalen; holdets placering blev dermed en delt syvendeplads. Bedre gik det i sabel, hvor alle kæmpede mod alle. Hollænderne tabte til Italien og Frankrig, men vandt over Belgien, Storbritannien, Danmark og Tjekkoslovakiet og dermed sikrede sig en ny bronzemedalje.
Van Blijenburgh deltog i sine sidste olympiske lege i 1924 i Paris. Her stillede han kun op i kårde. Individuelt fik han en delt andenplads i indledende runde, mens en syvendeplads i kvartfinalen akkurat ikke var nok til at avancere i konkurrencen. I kårdeholdkonkurrencen blev hollænderne nummer to i indledende runde, men en tredjeplads i kvartfinalen betød endestation for holdet (der ikke havde van Blijenburgh med i kvartfinalen).
Van Blijenburgh blev leder af den nederlandske marines sportsskole og fik betydelig indflydelse på undervisning i gymnastik i landet. Han skrev flere bøger om gymnastik og fysisk træning, og han blev den første i landet, der fik en Ph.D. i fysisk træning.